# 카호우카
카호우카(우크라이나어: Каховка, 러시아어: Каховка 카홉카[*])는 우크라이나 헤르손주의 도시로 인구는 38,000명(2001년 기준)이다.
크림 칸국 시대였던 1492년에 설립되었지만 1695년 이반 마제파가 이끄는 카자크 부대의 공격으로 인해 파괴되었다. 러시아 제국의 지배를 받고 있던 1791년에 마을이 설립되었고 1848년에 도시 지위를 부여받았다. 드네프르강과 맞대고 있다.

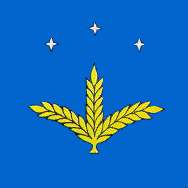
시기